# Boyd (Wisconsin)
Boyd è un comune degli Stati Uniti, situato in Wisconsin, nella Contea di Chippewa.